# Macarostola thiasodes
Macarostola thiasodes är en fjärilsart som först beskrevs av Edward Meyrick 1912.  Macarostola thiasodes ingår i släktet Macarostola och familjen styltmalar.
Artens utbredningsområde är Sri Lanka. Inga underarter finns listade i Catalogue of Life.